# Kanton Saulzais-le-Potier
Kanton Saulzais-le-Potier (francouzsky Canton de Saulzais-le-Potier) je francouzský kanton v departementu Cher v regionu Centre-Val de Loire. Tvoří ho 11 obcí.

## Obce kantonu
- Ainay-le-Vieil
- Arcomps
- La Celette
- Épineuil-le-Fleuriel
- Faverdines
- Loye-sur-Arnon
- La Perche
- Saint-Georges-de-Poisieux
- Saint-Vitte
- Saulzais-le-Potier
- Vesdun